# Coupe d'Europe de marche 2019
Navigation
Édition précédente Édition suivante
La 13e édition de la Coupe d'Europe de marche se déroule à Alytus en Lituanie le 19 mai 2019.

## Médaillés
| Épreuves                  | Or                     | Or                   | Argent            | Argent               | Bronze            | Bronze               |
| ------------------------- | ---------------------- | -------------------- | ----------------- | -------------------- | ----------------- | -------------------- |
| Individuel                |                        |                      |                   |                      |                   |                      |
| 20 km hommes              | Perseus Karlström      | 1 h 19 min 54 s (EL) | Vasiliy Mizinov   | 1 h 20 min 18 s      | Diego García      | 1 h 20 min 23 s (SB) |
| 50 km hommes              | Yohann Diniz           | 3 h 37 min 43 s (CR) | Dzmitry Dziubin   | 3 h 45 min 51 s (PB) | João Vieira       | 4 h 46 min 38        |
| 10 km junior (U20) hommes | Riccardo Orsoni        | 42 min 43 s (PB)     | Pedro Conesa      | 43 min 18 s          | Łukasz Niedziałek | 43 min 28 s          |
| 20 km femmes              | Živilė Vaiciukevičiūtė | 1 h 29 min 48 s (SB) | Laura García-Caro | 1 h 29 min 55 (SB)   | Raquel González   | 1 h 30 min 17 (SB)   |
| 50 km femmes              | Eleonora Giorgi        | 4 h 4 min 50 (ER)    | Júlia Takács      | 4 h 5 min 46         | Inês Henriques    | 4 h 13 min 57        |
| 10 km junior (U20) femmes | Meryem Bekmez          | 45 min 37 s          | Evin Demir        | 46 min 49 s          | Pauline Stey      | 47 min 53 s          |
| Par équipes               |                        |                      |                   |                      |                   |                      |
| 20 km hommes              | Espagne                | 14                   | Royaume-Uni       | 38                   | Ukraine           | 38                   |
| 50 km hommes              | Ukraine                | 26                   | Espagne           | 43                   | Biélorussie       | 49                   |
| 10 km junior (U20) hommes | Italie                 | 7                    | Espagne           | 9                    | Turquie           | 23                   |
| 20 km femmes              | Espagne                | 16                   | Italie            | 27                   | Biélorussie       | 33                   |
| 50 km femmes              | Ukraine                | 18                   | Espagne           | 21                   | Italie            | 27                   |
| 10 km junior (U20) femmes | Turquie                | 3                    | France            | 11                   | Espagne           | 16                   |